# Durg
Durg (abans Drug) és una ciutat i municipi de l'Índia, capital del districte de Durg a Chhattisgarh. La seva població al cens del 2001 és de 231.182 habitants. Juntament amb la seva ciutat bessona de Bhilai conformen l'aglomeració urbana de Durg-Bhilai Nagar, que té més d'un milió d'habitants. Està situada a 21° 11′ N, 81° 17′ E / 21.18°N,81.28°E. Localment s'esmenta també com Garibrath per la gran majoria de pobres a la ciutat.

## Història
La primera referència data del segle viii. Va formar part dels dominis dels Kalachuris de Ratnapura (1182). El 1742 fou conquerida pels marathes. El territori va passar als britànics el 1818. El capità Edmond fou el primer oficial britànic de Chhattisgarh i Durg va quedar dins el districte de Bhandara fins que el 1857 va ser constituït en un tehsil i agregat al districte de Raipur. El 1906 va ser declarada capital del nou districte de Durg. La població el 1901 era de 4.002 habitants i no era municipalitat.